# 弗兰克·布瓦丹
弗兰克·布瓦丹（法語：Franck Boidin，1972年8月28日—），法国男子击剑运动员。他曾代表法国参加1996年夏季奥林匹克运动会击剑比赛，获得男子个人花剑铜牌。他也曾两次获得世锦赛冠军。